# Robert J. Birgeneau

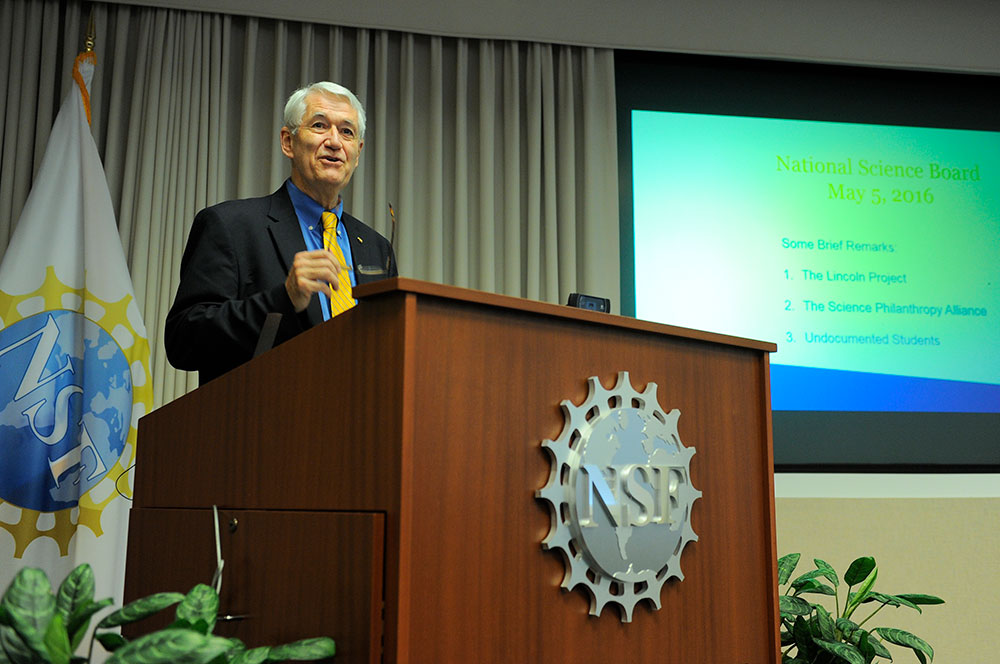
Robert J. Birgeneau (2016)

Robert Joseph Birgeneau  (* 25. März 1942 in Toronto) ist ein kanadischer Physiker, der in experimenteller Festkörperphysik arbeitet.
Birgeneau studierte an der University of Toronto (Bachelor 1963) und promovierte 1966 an der Yale University. Danach war er als Post-Doc an der Universität Oxford und ab 1968 Wissenschaftler an den Bell Laboratories.  Ab 1975 war er Professor am Massachusetts Institute of Technology. Von 1991 bis 2000 war er dort Dekan (Dean of Science) und von 1988 bis 1991 Vorstand der Physik-Fakultät. Von 2000 bis 2004 war er Präsident der Universität Toronto und ab 2004 Kanzler der University of California, Berkeley, wo er auch Professor ist.
Er untersuchte unter anderem eindimensionale Heisenberg-Antiferromagneten mit Neutronenstreuung, wobei sich eine gute Übereinstimmung mit der exakten Theorie von Michael E. Fisher ergab, und zweidimensionale Antiferromagneten.
Seit 1968 ist er Gastwissenschaftler am Brookhaven National Laboratory. 1974 wurde er Fellow der American Physical Society und 1981 der American Association for the Advancement of Science. Die Yale University ehrte ihn 1986 mit der Wilbur Cross Medal. 1987 wurde er in die American Academy of Arts and Sciences gewählt, 2004 in die National Academy of Sciences und 2006 in die American Philosophical Society. Seit 2001 ist er Fellow der Royal Society. 1987 erhielt er den Oliver E. Buckley Condensed Matter Prize und 2000 den Julius-Edgar-Lilienfeld-Preis. 1997 erhielt er den IUPAP Magnetism Award and Néel Medal für Errungenschaften auf dem Gebiet des Magnetismus und spezielle der Identifizierung magnetischer Modellsysteme und die experimentelle Aufklärung ihres Verhaltens mit Neutronenstreuexperimenten (Laudatio). Für 2016 wurde ihm der Vannevar Bush Award der National Science Foundation der Vereinigten Staaten zugesprochen.